# Florian Eigler
Florian Eigler (* 12. Mai 1990 in Füssen) ist ein ehemaliger deutscher Freestyle-Skier. Er war auf die Disziplin Skicross spezialisiert.

## Werdegang
Eigler begann seine Karriere 2005 als alpiner Skiläufer. Bis 2008 trat er bei FIS-Rennen an, bei den er vorwiegend hintere Platzierungen belegte. Zur Saison 2008/09 wechselte er zum Freestyle-Skiing. Nach einigen Teilnahmen beim Europacup startete er im März 2009 in Hasliberg erstmals im Weltcup. Dort errang er den 77. Platz im Skicross. Durch gute Ergebnisse in der Saison 2009/10 im Europacup, den er auf den vierten Platz in der Skicross-Wertung beendete, nahm er seit 2010 regelmäßig an Weltcuprennen teil. Im Februar 2011 holte er in Blue Mountain mit dem achten Platz im Skicross seine beste Platzierung im Weltcup. Dieses Ergebnis gelang ihn nochmals im Dezember 2013 sowie im Dezember 2015 beim Weltcuprennen in Val Thorens. Bei seiner ersten Olympiateilnahme 2014 in Sotschi erreichte er im Skicross das Finale, welches er auf den achten Platz beendete. Seinen 76. und damit letzten Weltcup absolvierte er im März 2017 in Idre, welchen er auf dem 45. Platz beendete.